# دگر گل گندمی (سرده)
دگر گل گندمی (نام علمی: Heteranthelium) نام یک سرده از تیره گندمیان است.